# Fidesz–KDNP
Partidul Alianța Fidesz–KDNP (în maghiară Fidesz–KDNP pártszövetség), înainte cunoscut și ca Alianța pentru Solidaritatea Ungariei (în maghiară Magyar Szolidaritás Szövetsége), este o alianță politică de dreapta național-conservatoare formată din  două partide politice, Fidesz – Alianța Civică Maghiară (Fidesz) și Partidul Popular Creștin Democrat (KDNP). Cele două partide au participat împreună la toate alegerile naționale începând cu alegerile parlamentare din 2006. Alianța Fidesz-KDNP a guvernat Ungaria din 2010, obținând în total o majoritate de două treimi în fiecare dintre alegerile naționale din  2010, 2014 și 2018.

## Istorie
Cele două partide au format o alianță electorală permanentă la 10 decembrie 2005. După alegerile din 2006, Fidesz și KDNP au format separat grupuri parlamentare, dar au format o alianță caucus în parlamentul maghiar.
Tehnic Fidesz și KDNP sunt o coaliție, dar mulți consideră că în prezent, KDNP este partidul satelit al Fidesz, din moment ce nu a reușit să intre singur în Parlament din 1994, când abia a trecut pragul electoral de 5% din voturi. Fără sprijinul Fidesz, partidul nu ar reuși și chiar un politician Fidesz de frunte, János Lázár a declarat în 2011 că Fidesz nu consideră că guvernul este un guvern de coaliție.
La 3 martie 2021, Fidesz a părăsit Grupul Partidului Popular European, în timp ce KDNP este încă membru. La 18 martie 2021, Fidesz a părăsit Partidul Popular European, în timp ce KDNP este în continuare membru.

## Rezultate electorale

### Adunarea Națională
| Alegeri | Voturi    | Voturi | Voturi | Locuri    | Locuri | Poziție | Guvern                      | Lider        |
| Alegeri | #         | %      | ± pp   | #         | +/−    | Poziție | Guvern                      | Lider        |
| ------- | --------- | ------ | ------ | --------- | ------ | ------- | --------------------------- | ------------ |
| 2006    | 2,272,979 | 43.21% |        | 164 / 386 |        | 2       | în opoziție                 | Viktor Orbán |
| 2010    | 2,706,292 | 52.73% | ▲10.70 | 263 / 386 | ▲ 99   | 1       | Supermajoritate Fidesz-KDNP | Viktor Orbán |
| 2014    | 2,264,780 | 44.87% | ▼7.86  | 133 / 199 | ▼ 130  | 1       | Supermajoritate Fidesz-KDNP | Viktor Orbán |
| 2018    | 2,824,551 | 49.27% | ▲4.40  | 133 / 199 | ▬ 0    | 1       | Supermajoritate Fidesz-KDNP | Viktor Orbán |
| 2022    | 3,060,706 | 54.13% | ▲4.86  | 133 / 199 | ▲ 2    | 1       | Supermajoritate Fidesz-KDNP | Viktor Orbán |

### Parlamentul European
| Anul alegerilor | # din voturi | %          | # din totalul de locuri câștigate | +/- | Note |
| --------------- | ------------ | ---------- | --------------------------------- | --- | ---- |
| 2009            | 1,632,309    | 56.36% (1) | 14 / 22                           |     |      |
| 2014            | 1,193,991    | 51.48% (1) | 12 / 21                           | ▼ 2 |      |
| 2019            | 1,824,220    | 52.56% (1) | 13 / 21                           | ▲ 1 |      |
| 2024            | 2,048,211    | 44.82% (1) | 11 / 21                           | ▼ 2 |      |